# Przekwalifikowanie
Przekwalifikowanie - nabycie dodatkowych bądź nowych kwalifikacji w ramach tej samej grupy zawodowej, np. pedagogiki:
- pedagogika w specjalności resocjalizacja oznacza pracę głównie z osobami, które weszły w konflikt z prawem, pochodzą z rodzin dysfunkcyjnych bądź istnieje wysokie prawdopodobieństwo wystąpienia zachowań dewiacyjnych
- pedagogika w specjalności opiekuńczo – wychowawczej - pracę np. w domu dziecka.

Niektóre z zamieszczonych tu informacji wymagają weryfikacji.
 Po wyeliminowaniu niedoskonałości należy usunąć szablon [[Szablon:Dopracować|]] z tego artykułu.
Przekwalifikowanie najczęściej związane jest ze zmianą zapotrzebowania na rynku pracy bądź dążeniem do udoskonalenia się w swojej dziedzinie. 
Przekwalifikowanie błędnie często używane jest zamiennie z pojęciem przezawodowienie.